# Diastyloides serratus
Diastyloides serratus is een zeekommasoort uit de familie van de Diastylidae. De wetenschappelijke naam van de soort werd in 1865 voor het eerst geldig gepubliceerd door Georg Ossian Sars.